# Marga Boodts
Marga Boodts (18 de febrero de 1895-13 de octubre de 1976) fue una de las supuestas descendientes de Nicolás II de Rusia que emergieron en varias partes del mundo tras la desaparición de los Romanov en Ekaterimburgo el 17 de julio de 1918. Sin embargo, una de las pocas que dijo ser la gran duquesa Olga Nikoláyevna. Además de Marga Boodts se le conoció por varios nombres, como el de María Bottcher o María Boodts.

## Biografía

### Presunta huida de Rusia
De acuerdo con sus memorias publicadas en 2012, bajo el título Estoy viva. memorias inéditas de la última Romanov, Marga Boodts relataba que logró sobrevivir a la ejecución de Ekaterimburgo, en la casa Ipatiev, porque un miembro del pelotón de fusilamiento, identificado como Dimitri K., un soldado cosaco, la dejó inconsciente y la hizo pasar por muerta. Durante su huida acompañó a Olga hasta cerca de Vladivostok, donde cogió el transiberiano. A su llegada fue recibida por un comando alemán, enviados por el káiser, y le entregaron documentos con el nombre de María Bottcher. Desde Vladivostok, supuestamente viajó a Shanghái, en China. Posteriormente viajó a Alemania, al puerto de Hamburgo, donde fue recibida por una persona de toda confianza del exemperador Guillermo II. Según Marga, Guillermo II le pidió a la hija de un amigo suyo, el general Burkhard von Essebek, llamada baronesa Elisaveth von Schaevenbach, que fuera a recoger a "su sobrina".
Adoptó el apellido de Carlo Boodts, un oficial alemán con el cual se casó el 5 de mayo de 1926 en Berlín y se divorció dos años después. Viviendo en Alemania afirmaba que viajó a Doorn (Holanda), donde visitó al káiser, quien inmediatamente la reconoció como la verdadera  la gran duquesa Olga, afirmando que lloró al verla. Al parecer, el exemperador le ofreció ayuda económica de por vida, y le hizo prometer que nunca revelaría su verdadera identidad y mantener el secreto de mi supervivencia toda mi vida. Lo mismo le pidió a la baronesa Elisaveth von Schaevenbach. Marga Boodts vivió con ella en Potsdam durante algunos años, y después se trasladó a Berlín, donde tenía dos residencias. Además, vivió en Stralsund, al este de Alemania, en la región antiguamente conocida como Pomerania y viajó con mucha frecuencia a Polonia y a otros lugares de Europa, según consta en sus pasaportes.
Al comenzar la Segunda Guerra Mundial, en 1939, se trasladó a Italia y vivió en distintas ciudades, estableciéndose los últimos años en Menaggio, Lago de Como, donde poseía una villa en propiedad. 
En 1956, la revista Época, publicó una serie de artículos relatando su vida en el exilio que causaron una gran controversia entre varios miembros de las casas reales de la época. Dichas publicaciones fueron planeadas para promocionar un libro con sus memorias que iba a ser publicado en los meses siguientes conforme a un contrato firmado con la Editorial Mondadori. Debido a la intervención del Vaticano, la publicación fue suspendida aunque ella recibió el pago completo que había sido acordado. Al parecer, el Vaticano temía que saliera a la luz todo lo relacionado con un supuesto depósito de joyas y otros valores que el zar Nicolás II había realizado entre los años 1906 y 1914, con la intención de tener algunos bienes para mantener a su familia, en caso de que tuvieran que huir.

### Reconocimiento
La reclamación de Marga ganó mayor credibilidad a partir de 1957, cuando fue reconocida por el príncipe Segismundo de Prusia, que era primo hermano de la gran duquesa Olga. Segismundo llevó al gran duque Nicolás de Oldenburgo, ahijado del zar Nicolás II, a visitar a Marga Boodts y este le concedió ayuda financiera hasta su muerte en 1970. El príncipe Segismundo reconoció en un testimonio jurado, en la embajada de Alemania en Costa Rica, que la reclamación de Marga era auténtica y que ella era en verdad la gran duquesa Olga Nikoláyevna de Rusia y así se lo contó a los periodistas Anthony Summers y Tom Mangold: "hablamos de cosas íntimas, que una persona que no fuese Olga no podría saber, ya que eran cosas que habían sucedido entre nosotros dos". La condesa Brigitte von Harrach, brindó un testimonio jurado sobre el emotivo encuentro entre estos dos primos que no se habían visto desde 1912. Segismundo y Marga Boodts mantuvieron mucha correspondencia hasta la muerte de ella en 1976, existiendo en un archivo privado en Italia más de 530 cartas que lo demuestran. En el año 1958 la princesa Carlota Inés de Sajonia-Altenburgo (esposa de Segismundo), junto con su hermano el príncipe Federico Ernesto de Sajonia-Altenburgo, visitaron a Anna Anderson, la supuesta Anastasia en Underlengenhardt y posteriormente viajaron a Italia donde se reunieron con Marga Boodts y con el gran duque Nicolás de Oldemburgo. Todos la reconocieron como la verdadera gran duquesa Olga.
La madre Pascalina Lehnert, secretaria y gobernanta del papa Pío XII (Pachelli), declaró en marzo de 1983 que fue testigo de las reuniones entre Marga Boodts, su hermana María Nicolayevna y el papa Pachelli, y que el pontífice también la reconoció como la gran duquesa Olga. 
Mientras vivió en el Lago Como tuvo una cierta tranquilidad durante años y logró estar apartada de la prensa sensacionalista y de las sospechas de la supervivencia de algún miembro de la familia imperial que surgieron con la salida a la luz de Anna Anderson.
En una entrevista con United Press International, ella afirmó que había visto el cadáver de su hermana Anastasia en Ekaterimburgo, y que Anderson era una impostora, alegando que podía llegar a tomar acciones legales contra ella. Lo curioso es que tanto el príncipe Federico de Sajonia como el príncipe Segisumndo de Prusia eran también defensores de Anderson y la apoyaron hasta el último día de su vida. Ambos mantuvieron correspondencia tanto con Anderson como con Boodts. Por su parte, Anderson sí admitió que Marga podría ser su hermana. Oficialmente, ambas mujeres nunca se reunieron. 
Por el contrario, Marga Boodts apoyó a Suzanna Catharina de Graaff, una mujer que vivió en Holanda y afirmaba ser una quinta hija de Nicolás y Alejandra, fruto de un embarazo ocultado de la zarina Alejandra en 1903. Algunas crónicas afirman que en esa época la emperatriz tuvo un “embarazo psicológico”. El hijo de Suzanna dijo al escritor James Lovell que Marga Boodts reconoció las pretensiones de su madre porque recordaba el embarazo de la zarina. Por su parte Anna Anderson también le dijo a Lovell que ella recordaba los fuertes rumores entre miembros de la familia y entre los sirvientes de la corte sobre el supuesto embarazo de Alejandra. Marga Boodts y Catharina de Graaff intercambiaron correspondencia durante diez años, e incluso el hijo de Suzanna y su esposa visitaron a Marga y ella misma les dio el trato de “sobrinos”. La historiadora Marie Stravlo, encontró entre los archivos de Marga Boodts en Italia más de 200 cartas y muchas fotografías intercambiadas entre estas dos "supuestas hermanas". También encontró mucha correspondencia entre las mujeres que cuidaban a Anna Anderson en Alemania y Suzanna Catharina de Graaff.
Marga, estuvo también unida a una mujer que afirmaba ser la gran duquesa María, hermana de la gran duquesa Olga, una condesa llamada Cecilia di Fonzo, que vivía en Roma y estaba casada con el príncipe ucraniano Nicolás Dolgorouky, hijo de Alejandro Dolgorouky. Aunque en las memorias de Marga no aparece ninguna mención de Cecilia (María), el nieto de esta última, Alexis d'Anjou, escribió un libro llamado Yo Alexis, bisnieto del zar, donde afirmaba que tanto Marga Boodts como Cecilia di Fonzo eran quienes decían ser: las grandes duquesas de Rusia, hijas de Nicolás II.

### Sus memorias
En el año 1960 reveló que estaba trabajando en sus memorias en colaboración con su gran amiga la condesa Brigitte von Harrach, el cual describió como: un libro de unas 300 páginas que contendría un número importante de documentos que probarían, sin ninguna duda, que ella era efectivamente la hija primogénita del zar. Este libro se publicó el 4 de septiembre del año 2012 en España por la editorial Martínez Roca, con el nombre de "Estoy viva: las memorias inéditas de la última Romanov". El libro cuenta con una introducción realizada por Marie Stravlo, quien encontró el manuscrito en Italia en el año 2010, junto con treinta y cinco mil documentos que prueban, supuestamente, que Marga Boodts era realmente la gran duquesa Olga. El libro solo está disponible en español.
En 1975, los periodistas Anthony Summers y Tom Mangold, visitaron a Marga Boodts como parte de su investigación para su libro, “El Expediente sobre el zar”. Ella se negó a hablar de sí misma o de acontecimientos pasados, y que nada salió de esa reunión para apoyar que Marga Boodts fuese Olga Romanov, o incluso, un familiar de los Romanov.

### Muerte

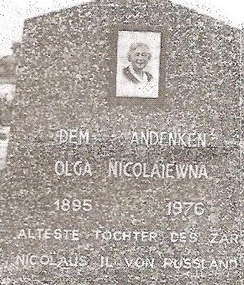
Tumba de Marga Boodts con la inscripción: En memoria de Olga Nikolaevna 1895-1976, hija mayor del emperador Nicolás II de Rusia

Marga Boodts murió de neumonía el 13 de octubre de 1976, a los 81 años en una residencia de ancianos en Sala Comacina. Según parece, el dinero para su lápida fue donado por una familia de amigos suizos de Brosi. De acuerdo con el prólogo del libro “Estoy viva”, siguiendo las instrucciones del príncipe Segismundo, su lápida no llevó el nombre de Marga Boodts, sino un texto escrito en alemán, que decía: En memoria de Olga Nikolaevna 1895-1976, hija mayor del emperador Nicolás II de Rusia. Debido a que no hubo descendientes para pagar el mantenimiento la tumba fue destruida en el año 1995. En el epílogo del mismo libro Marie Stravlo aclara que los restos de Marga Boodts no fueron enviados a una fosa común, sino que fueron trasladados a otra tumba, propiedad de la familia italiana que se hizo cargo de Marga hasta su muerte.

## Legado
Las reclamaciones de Marga Boodts, que fueron tomadas en serio por varias personas a lo largo de su vida, fueronr refutadas años después, cuando la investigación arqueológica y las pruebas científicas del ADN confirmaron que los siete miembros de la familia imperial habían sido ejecutados ent Ekaterimburgo. Los restos fueron enterrados en la catedral de Pedro y Pablo en San Paetersburgo, pero la Iglesia ortodoxa nunca los ha reconocido como verdaderos.
El 23 de agosto de 2007, un arqueólogo ruso anunció el descubrimiento de dos esqueletos parcialmente quemados, cerca de Ekaterimburgo que parecían coincidir con el lugar descrito en las memorias de Yurovsky. Los arqueólogos dijeron que los huesos eran de un chico que tenía más o menos entre diez y trece años en el momento de su muerte y de una mujer joven que tenía aproximadamente entre dieciocho y veinte y tres años. Anastasia tenía diecisiete años en el momento del asesinato, mientras que su hermana María tenía diecinueve años, y a su hermano Alexei le quedaban dos semanas para cumplir catorce años. Junto con los restos de los dos cuerpos, los arqueólogos encontraron "fragmentos de un recipiente de ácido sulfúrico, clavos, tiras de metal de una caja de madera y balas de diversos calibres". Los huesos se encontraron usando detectores de metal y varillas de metal como sondas.
La Iglesia ortodoxa de Rusia en la actualidad no reconoce ninguno de los grupos de huesos encontrados en Ekaterimburgo como los de la  familia de Nicolás II y mantiene su posición de que hasta que una serie de diez preguntas relacionadas con la supuesta muerte de los Romanov sean contestadas satisfactoriamente, ellos no aceptarán que esos son los restos legítimos de la última familia imperial de Rusia. En el año 2015, el Gobierno ruso decidió abrir una nueva investigación para definir la legitimidad de esos restos y creó una comisión de expertos. Por su parte, la Iglesia ortodoxa rusa, ha creado un grupo de expertos que analizará todos los resultados que les brinde la comisión del Gobierno y afirman que serán ellos quiénes tendrán la última palabra en el caso.